# Màrius Foz i Sala
Màrius Foz i Sala (Barcelona, 1929- 2021) fou un metge català, especialitzat en endocrinologia.

## Biografia
Es llicencià en medicina a la Universitat de Barcelona el 1954, on es doctorà el 1965. El 1973 fou professor de patologia general a la Universitat Autònoma de Barcelona, que deixà el 1979 quan fou nomenat catedràtic a la Universitat de La Laguna i el 1980 a la UAB. De 1980 a 1986 fou vicerector de centres de la UAB. Entre 1983 i 1999 fou cap de servei de medicina interna de l'Hospital Universitari Germans Tries i Pujol de Badalona.
De 1971 a 1973 fou president de la Societat Catalana d'Endocrinologia i Nutrició de l'Acadèmia de Ciències Mèdiques de Catalunya i de Balears, de la qual també en fou president de 1982 a 1990. Fou director de les revistes Endocrinología (1977-1988), òrgan de la Societat Espanyola d'Endocrinologia i Nutrició, i Medicina clínica (1983-2003). De 1991 a 2001 fou president de la Societat Espanyola per a l'Estudi de l'Obesitat i de 1992 a 1997 de la Comissió de Medicina i Especialitats relacionades del Consell Català d'Especialitats en Ciències de la Salut (CCECS).
El 1985 fou elegit membre de la Secció de Ciències de l'Institut d'Estudis Catalans (IEC), el 1988 membre d'honor de la Societat Espanyola d'Endocrinologia i Nutrició, el 1993 de la Reial Acadèmia de Medicina de Catalunya, el 1998 membre de la Societat Espanyola de Nutrició Bàsica i Aplicada i el 2001 de la Societat Espanyola per a l'Estudi de l'Obesitat. Endemés, des de 1999 fou president del Centre Català de la Nutrició i des del 2000 de la Secció de Ciències Biològiques de l'IEC.
Investigà principalment l'etiopatogènia de les endocrinopaties autoimmunitàries, la de la patologia tiroidal i la de l'obesitat. Fou investigador principal de diversos projectes finançats amb relació a l'autoimmunitat i a l'obesitat i dirigí vint-i-una tesis doctorals.

## Guardons
- 1989 - Medalla Narcís Monturiol al Mèrit Científic i Tecnològic de la Generalitat de Catalunya
- 1998 - Premi Josep Trueta d'Investigació Científica de la l'Acadèmia de Ciències Mèdiques de Catalunya i Balears

## Obres
- Malalties emergents (2010) ISBN 978-84-9965-023-4
- La medicina interna i les especialitats mèdiques Arxivat 2010-06-25 a Wayback Machine., discurs llegit pel Dr. Foz el 7 de maig de 1995
- Estat nutricional de la població de gent gran a Catalunya (2002) juntament amb Pilar García-Lorda i Jordi Salas i Salvadó, publicat per l'IEC
- Ha estat coordinador de la segona edició del Diccionari Enciclopèdic de Medicina de la Gran Enciclopèdia Catalana[2]